# Alfons Bühl
Alfons Bühl (* 19. Dezember 1900 in Nürnberg; † 29. März 1988 in Karlsruhe) war ein deutscher Experimentalphysiker und Hochschullehrer.

## Leben
Alfons Bühl nahm als 17-Jähriger 1918 im Deutschen Heer noch am Ersten Weltkrieg teil. Nach dem Krieg begann er 1919 ein Studium der Physik an der Technischen Hochschule zu Berlin und wechselte an die Ruprecht-Karls-Universität Heidelberg, wo er 1925 bei Philipp Lenard am Radiologischen Institut promovierte. Bühl war ein Anhänger der sogenannten Deutschen Physik wie sein Doktorvater Lenard. Im Jahre 1929 habilitierte er sich an der Albert-Ludwigs-Universität Freiburg und war dort Privatdozent bis 1931, als er einen Lehrauftrag an der ETH Zürich erhielt. Alfons Bühl heiratete Irma Stanger, mit der er zwei Kinder hatte.
Zum 1. Mai 1933 trat er der NSDAP bei (Mitgliedsnummer 1.819.041). Nach der nationalsozialistischen Machtergreifung wurde Bühl im Juli 1933 vom Rektor der Universität Freiburg Martin Heidegger kontaktiert, um an der ETH Zürich Gerüchten über Hermann Staudinger auf den Grund zu gehen, der während des Ersten Weltkrieges dort wirkte.
Bühl kehrte noch 1933 aus der Schweiz nach Deutschland zurück, wo er an der Technischen Hochschule Karlsruhe als Nachfolger von Wolfgang Gaede vertretungsweise den Lehrstuhl für Experimentalphysik übernahm. Im Jahre 1936 wurde Bühl ordentlicher Professor und Direktor des Physikalischen Instituts der Technischen Hochschule Karlsruhe. Von 1937 bis 1945 war er als Dozentenbundführer der TH Karlsruhe der ranghöchste Parteifunktionär an seiner Hochschule. Gleichzeitig amtierte er von 1937 bis 1945 als Dekan der Naturwissenschaftlichen Fakultät.
Alfons Bühl nahm an Versuchsflügen zur Erprobung von technischen Geräten teil. Er war Mitglied der Deutschen Physikalischen Gesellschaft und der Deutschen Gesellschaft für Technische Physik.
Carl Friedrich von Weizsäcker zufolge war Alfons Bühl einer der Wortführer der sogenannten Deutschen Physik beim Physiker-Streit, der im November 1940 an der Ludwig-Maximilians-Universität München ausgetragen wurde. Bei diesen von Gustav Borger moderierten Gesprächen debattierten Vertreter der sog. „Deutschen Physik“, darunter Wilhelm Müller und Rudolf Tomaschek mit Vertretern der neueren Physik, darunter Wolfgang Finkelnburg, Otto Scherzer und Carl Friedrich von Weizsäcker. Die Vertreter der modernen Physik setzten sich durch und im als Ergebnis der Kontroverse formulierten Konsens wurden die Relativitätstheorie und die Quantenmechanik offiziell von einer Parteistelle anerkannt. Alfons Bühl war an der Formulierung des Konsens mit Tomaschek, Scherzer und von Weizsäcker beteiligt, nachdem Wilhelm Müller und Bruno Thüring das Treffen verlassen hatten.
Nach dem Ende des Zweiten Weltkrieges wurde Bühl amtsenthoben und kam von 1945 bis 1948 in Internierungshaft. Im Spruchkammerverfahren wurde er zunächst als „Minderbelasteter“, später als „Mitläufer“ eingestuft.
Im Jahre 1959 war Alfons Bühl in Berlin fachlicher Leiter beim IV. Internationalen Atom-Seminar über Radio-Isotope und ihre Anwendung.
Er starb 1988 in Karlsruhe.

## Forschung und Lehre
Bühls Hauptarbeitsgebiet waren die Atomphysik und die Oberflächenphysik. 1943 forschte Bühl unter anderem über Elektronenbeugung.
Dem Buch Atomwaffen von Alfons Bühl von 1968 über Kernwaffen wurde in einer Rezension in der Allgemeinen Schweizerischen Militärzeitschrift von Rolf Dolder „strenge Sachlichkeit, didaktische Brillanz und eine klare, verständliche Schreibweise“ attestiert, der empfahl das Buch zur „Pflichtlektüre jedes Offiziers“ zu erklären.

## Publikationen
- Über die elektrische Doppelschicht an der Oberfläche von Quecksilber, in: Annalen der Physik, 1926. Auszug aus der Heidelberger Dissertation vom Juli 1925.
- Über wasserfallelektrische Wirkung an Lösungen ein-einwertiger Elektrolyte, Annalen der Physik, 1927.
- Über den Gaseinfluß auf die elektrische Doppelschicht wäßriger Lösungen, Annalen der Physik, 1928.
- Wasserfallelektrische Wirkung im Vakuum, Annalen der Physik, 1929.
- Über die Potentialdifferenz in der Doppelschicht an der Oberfläche einfacher Elektrolyte und des reinen Wassers, Annalen der Physik, 1929.
- Nachweis metastabiler Atome, Helvetica Physica Acta 6, 231, 1933.
- Philipp Lenard und die deutsche Naturforschung, 1937.
- Naturwissenschaft und Weltanschauung, in: Deutsche Mathematik, April 1937.
- Rezension von Wolfgang Riezlers Buch Einführung in die Kernphysik, in: Zeitschrift für die gesamte Naturwissenschaft, Bd. 3 & 4, 1938, S. 175.
- Rezension von Rudolf Tomascheks Überarbeitung von Ernst Grimsehls Lehrbuch der Physik, in: Zeitschrift für die gesamte Naturwissenschaft, Bd. 3 & 4, 1938, S. 246.
- Rezension von Philipp Lenards Werk Deutsche Physik in vier Bänden, in: Zeitschrift für die gesamte Naturwissenschaft, Bd. 5 & 6, 1939, S. 151.
- Lehrbuch Atomschutz, Köln, 1962.
- Atomwaffen, Osang Verlag, Bad Honnef, 1968.